# Ungurenii Mici
Ungurenii Mici – wieś w Rumunii, w okręgu Dolj, w gminie Ghercești. W 2011 roku liczyła 39 mieszkańców.